# Jesús Galíndez
Jesús Galíndez Suárez (* 12. Oktober 1915 in Amurrio, Álava; † 1956) war ein baskischer Schriftsteller und Politiker.

## Leben
Galíndez wurde am 12. Oktober 1915 in Amurrio (Álava) geboren. Nach dem Tod seiner Mutter zog er zusammen mit seiner Familie nach Madrid. Während seines Jurastudiums begann er sich mit der Geschichte des Baskenlandes auseinanderzusetzen und begann sich politisch zu engagieren.
1932 trat er in die PNV ein und war in der Euzko Ikasle Batza aktiv. Als der Spanische Bürgerkrieg begann, unterstützte er die PNV in Madrid, die es sich zur Aufgabe gemacht hatte, die baskischen Bürger in der Stadt zu schützen. Gegen Ende des Bürgerkrieges diente er einer baskischen Brigade und ging dann nach Frankreich ins Exil (nach Bordeaux). Von dort gelang ihm die Ausreise in die Dominikanische Republik, in welcher damals Rafael Trujillo herrschte. Dort lebte er insgesamt sechs Jahre und war auch Mitglied der dortigen baskischen Exilregierung. Am 31. Januar 1946 reiste er nach New York, welches er am 13. Februar 1946 erreichte. Dort war er in der dortigen baskischen Delegation und in der spanischen republikanischen Exilregierung aktiv und unter anderem an der Verurteilung der spanischen Faschistischen Regierung durch die Vereinten Nationen beteiligt. In seiner Zeit in New York war er auch für das FBI tätig.

## Verschwinden
1956 beendete er an der Columbia University seine Doktorarbeit mit dem Titel: Die Aera Trujillo: Eine Fallstudie hispanoamerikanischer Diktatur. Er plante, die Arbeit als Buch zu veröffentlichen.
Vor dem Erscheinen des Buches ordnete Trujillo seine Entführung an. Am 12. März 1956 wurde Galíndez aus dem Apartment Nr. 15 in der 5th Avenue, Nr. 40 von einem Kommando in die Dominikanische Republik entführt und umgebracht.

### Literarische Darstellung des Falls
- Günter Felkel: Menschen im Hurrikan (1963; Buchverlag der Morgen, Berlin)
- Manuel Vázquez Montalbán: Galindez (1992, dt. 1994: Das Spiel der Macht; Rowohlt, ).

| Personendaten    | Personendaten                               |
| ---------------- | ------------------------------------------- |
| NAME             | Galíndez, Jesús                             |
| ALTERNATIVNAMEN  | Galíndez Suárez, Jesús (vollständiger Name) |
| KURZBESCHREIBUNG | spanischer Politiker und Schriftsteller     |
| GEBURTSDATUM     | 12. Oktober 1915                            |
| GEBURTSORT       | Amurrio, Álava                              |
| STERBEDATUM      | 1956                                        |
| STERBEORT        | Dominikanische Republik                     |